# Holden VL
Der Holden VL wurde in den Jahren 1986 bis 1988 von der australischen GM-Division Holden gefertigt. Es gab ihn als
- Modell Calais und
- Modell Commodore.